# Roger Penverne
Pour les articles homonymes, voir Penvern.
Roger Penverne, né le 31 mars 1918 à Lanester (commune jouxtant Lorient) et mort à Pillau (port de Königsberg en province de Prusse-Orientale) le 5 février 1945, est un pilote de chasse de la Seconde Guerre mondiale. Il a combattu en 1944 et 1945 sur le front de l'Est dans le groupe de chasse n°3 Normandie-Niemen mis à la disposition de Staline par le général de Gaulle.

## Biographie

### Avant le front de l'Est

#### Sa jeunesse
Roger Penverne vit une jeunesse tranquille et studieuse à Lanester. Dès son jeune âge, il révèle des talents de  dessinateur artistique. En 1935, à 17 ans, il est admis au concours d'entrée à l'École des apprentis-mécaniciens de l'Armée de l'air de Rochefort. Il s'engage pour cinq années dans l'armée.

#### De mécanicien-avion à pilote militaire
En novembre 1936, Roger Penverne obtient son brevet supérieur de mécanicien-avion; il est affecté jusqu'à juin 1937 à la base aérienne de Châteauroux, de laquelle il s'embarque pour le Maroc et rejoint la 3e escadre à Agadir. Il est transféré au GAR 589 de Casablanca. En novembre 1938, il revient en France pour être admis à l'École des mitrailleurs de la base aérienne de Cazeaux. Début 1939, il est classé dans les sous-officiers admis à suivre les cours de l'École de pilotage d'Aulnat. Il se rend à Istres où il obtient en mai 1939, à 21 ans, son brevet militaire de pilote d'avion. Son parcours le conduit ensuite de nouveau à la base aérienne de Châteauroux, puis à celle d'Istres jusqu'à la défaite de juin 1940 où il est contraint de s'embarquer pour l'Algérie,.

#### En Afrique du Nord
Roger Penverne est affecté successivement en Algérie, à la base de Mostaganem, au Dépôt de Blida, puis au Maroc, à la base aérienne de Meknès. En octobre 1942, il est promu sergent-chef pilote. D'avril à septembre 1943, il est affecté à l'École de pilotage de Kasba Tadla où il reprend le pilotage. Fin octobre 1943, il est nommé au grade d'aspirant (titre aspirant mission[Quoi ?]) et se porte volontaire pour le front de l'Est en URSS,.

#### Un long voyage pour la Russie
Le 1er novembre 1943, Roger Penverne quitte Marrakech pour Le Caire où il séjourne un mois. Le 3 décembre 1943, il s'envole pour Téhéran où il passe encore un mois dans les familles françaises en attendant son visa pour l'URSS. Le 29 décembre 1943, c'est l'envol pour Moscou avec escales à Bakou et Astrakhan. Sa première semaine de 1944, est en détente à Moscou.

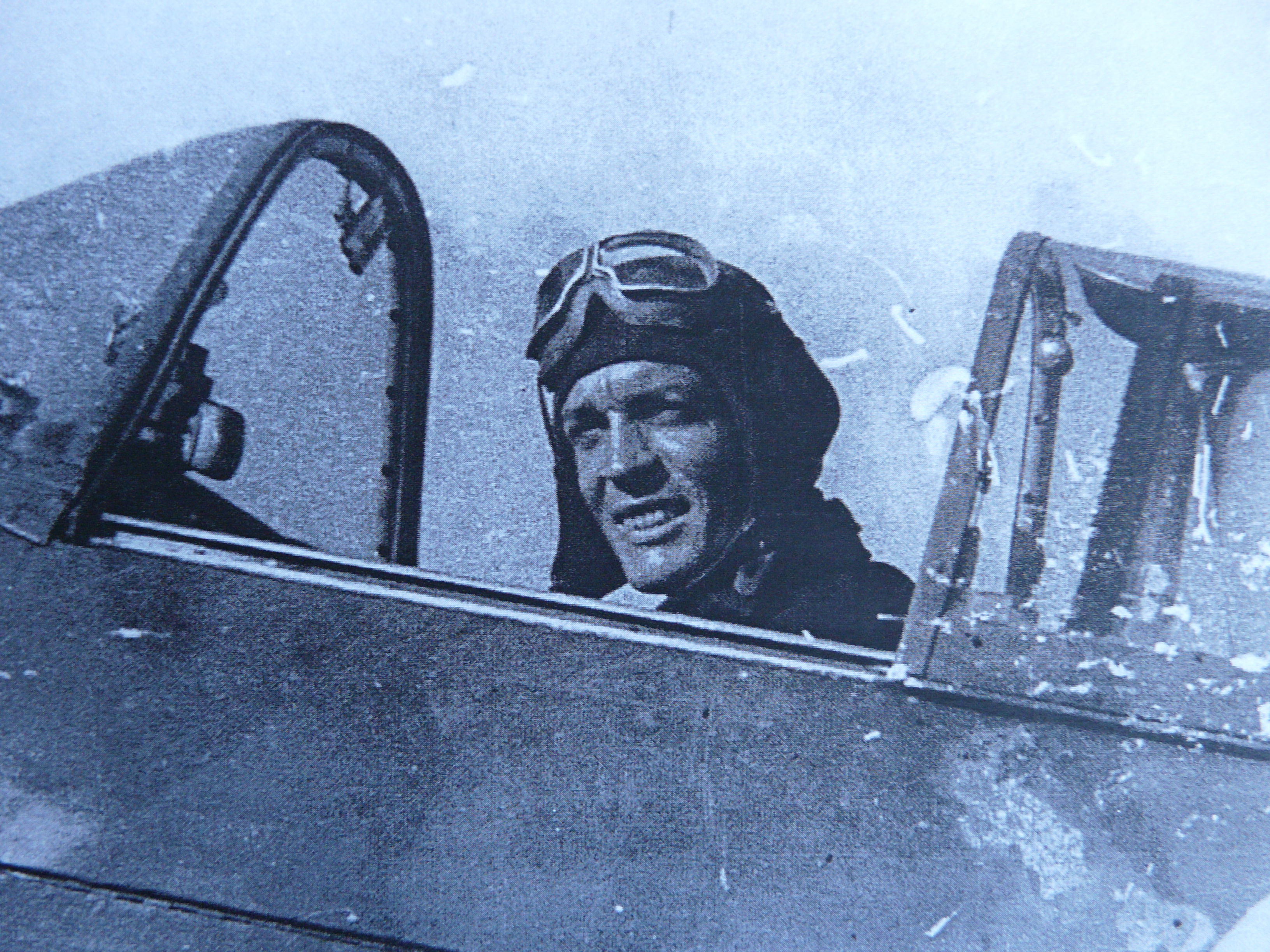
Roger Penverne aux commandes d'un Yak-3 (coll. famille Penverne)

### Sur le front de l'Est

#### En entrainement de guerre à Toula
Le 7 janvier 1944, il arrive dans le groupe de chasse n°3 Normandie (qui deviendra Normandie-Niemen), au terrain de Toula, à 250 kilomètres au sud de Moscou. Sous commandement soviétique, cette unité d'aviateurs est mise à la disposition de Staline par le général de Gaulle. Son régiment est intégré à la 303e division aérienne de l'Armée Rouge combattant dans les rangs du 3e front de Biélorussie. L'hiver 43-44 étant particulièrement long et rude, ses conditions d'entraînement sont difficiles. Mal nourri et mal logé, il doit décoller et atterrir sur des pistes verglacées et ne pas se perdre dans un immense pays plat, couvert de neige et sans repère (son régiment déplore déjà des pertes en matériels et en hommes).

#### Dans l'opération Bagration
Fin mai 1944, il effectue ses premières missions sur le front de l'Est, en protection de bombardiers et en chasse libre sur Yak-9.
Du 22 juin au 10 juillet 1944, avec son régiment, il est engagé dans l'opération Bagration durant laquelle les armées soviétiques enfoncent en trois semaines, sur plus de 400 kilomètres, les lignes de front allemandes détruisant trente de leurs soixante divisions. Il a pour mission de protéger des bombardiers soviétiques Petlyakov Pe-2 et des avions d'assaut Sturmovik contre les attaques des chasseurs allemands. Leur protection sera assurée.

#### Dans l'offensive de Prusse-Orientale
Fin juillet 1944, il obtient sa première victoire aérienne (probable) en Lituanie. Dans l'attente de nouveaux avions de chasse, les Yak-3 en remplacement des Yak-9, ses missions de guerre sont réduites en août. Du 22 septembre à la fin septembre 1944, il effectue des attaques au sol (trains, colonnes, troupes, etc.). Du 6 octobre 1944 au 2 novembre 1944, il est engagé dans une dure attaque de la province de Prusse-Orientale, avec une succession de missions (hors quelques missions de protection de bombardiers, pour l'essentiel, des missions de chasse libre). Il s'y distingue par trois nouvelles victoires aériennes,.

#### Dans l'attaque de Königsberg
Königsberg est le dernier bastion allemand avant Berlin car la province de Prusse-Orientale est le berceau de l'Allemagne. Les Allemands y ont concentré des forces armées importantes, notamment l'élite des pilotes de chasse. L'attaque de ce bastion est engagée par les soviétiques le 13 janvier 1945. Dans un hiver rude (jusqu'à −35 °C), il vit comme dans une fin de monde au regard de l'ampleur des désastres au sol. Il est engagé dans des missions à encore plus grand risque. Le 16 janvier 1945, il obtient une nouvelle victoire aérienne contre un Focke-Wulf Fw 190. Le 5 février 1945, il est abattu au-dessus de Pillau (port de Königsberg) dans un combat inégal, à deux contre douze Focke-Wulf Fw 190 agressifs. Jacques André, son chef de patrouille, revient donc seul de cet engagement inégal,.

#### Compagnon de patrouille de l'As Jacques André, Héros de l'Union soviétique
Roger Penverne a se trouve souvent associé en formation à deux avec Jacques André, son chef de patrouille. Jacques André, crédité de quinze victoires aériennes, est non seulement l'un des quatre pilotes français à avoir reçu la distinction de Héros de l'Union soviétique et aussi, dans un tout autre domaine, demi finaliste aux 400 mètres haies des JO de 1948. Jacques André déclare :
Roger Penverne fut mon équipier pendant de si nombreuses missions, mais il fut surtout mon AMI, et il disparut alors que la guerre était presque terminée

## Bilan / décorations / honneurs posthumes

### Bilan militaire
Roger Penverne a effectué plus de soixante missions de guerre, en protection de bombardiers, en tenue de secteur, en attaques au sol et en chasse libre. En fait, 59 missions selon l'Armée de l'air française, 62 selon son journal, et 67 selon des sources soviétiques récentes. En 2015, l'Armée de l'air française lui reconnaît cinq victoires aériennes : quatre homologuées plus une probable, celle du 30 juillet 1944. Selon des sources récentes russes, la Russie lui reconnait cinq victoires aériennes (avions abattus), ce qui lui donnerait le statut d'As de l'aviation (homologation finale de sa victoire probable du 30 juillet 1944).

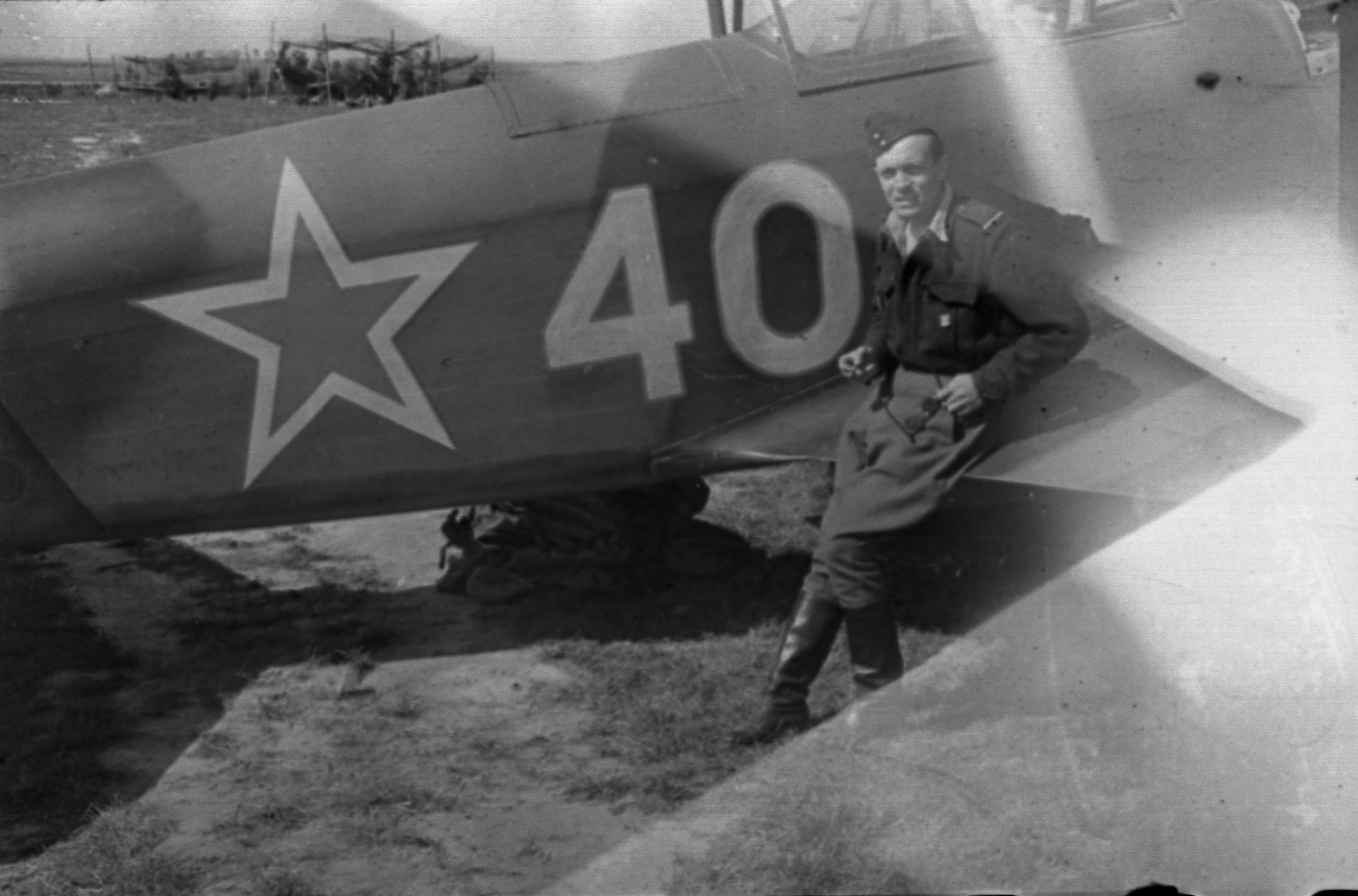
Roger Penverne sur l'aile de son Yak

Selon son journal et l'édition 1946 du journal de marche du régiment, Roger Penverne a effectué : 17 missions de protection de bombardiers, 10 missions de tenue de secteur (notamment protection des offensives soviétiques au sol) et 35 missions de chasse libre dont 13 avec combats aériens et 3 missions réussies d'assaut de convois au sol.

### Décorations
- Médaille militaire
- Croix de guerre 1939-1945
- Ruban de 2e classe Ordre de la Guerre patriotique 2e degré
- Ruban de 1re classe Ordre de la Guerre patriotique 1er degré[5],[7]

### Honneurs posthumes
La place de l'ancienne mairie de Lanester (3e ville du Morbihan) porte son nom. 
En 2010, en récompense de son comportement exemplaire et de son engagement total au combat, le sous-lieutenant Penverne est considéré par l'Armée de l'air, après sélection par un jury militaire, comme un modèle pour tout militaire. Un honneur lui est rendu par le chef d'état-major de l'Armée de l'air en inaugurant l'Espace Mémoire et Traditions "Sous-lieutenant Roger Penverne" à la base aérienne de Rochefort,,,. 

Le 24 juin 2015 a lieu la cérémonie de baptême de la promotion 2014 des élèves sous-officiers de l'Armée de l'air à la base de Rochefort, présidée par le Chef d'État-Major des Armées. Roger Penverne en a été désigné le parrain, après une autre sélection par un jury militaire,,,. L'Armée de l'air l'honorait donc une nouvelle fois en rappelant les termes employés par le commandant de son régiment en 1945, pour une citation avec attribution de la médaille militaire : 
Chef de patrouille dont les qualités se confirment de jour en jour. Calme et allant. Très sûr pour son coup d’œil et sa décision, exploite remarquablement toutes les situations, même les plus difficiles. 
Les soviétiques confirment d'ailleurs ce point de vue :
En combats aériens ce pilote est courageux et brave, et plein d'initiatives.
Lors de cette cérémonie, le général d'armée Pierre De Villiers, Chef d'état-major des armées déclara (courte citation) à propos de Roger Penverne :
Votre aïeul (Roger Penverne) est l’une des plus belles figures du mythique régiment de chasse « Normandie-Niémen ». Mort pour la France, tombé en plein ciel de gloire, ce héros de la seconde guerre mondiale incarne les plus belles valeurs militaires : le courage, l’honneur, l’enthousiasme et, par-dessus tout, la foi en la victoire. Il est un exemple pour la promotion qui porte son nom. Il est un exemple pour nous tous, un modèle, alors que, dans notre monde, on prône parfois des contre modèle. Il avait le regard clair et la tête haute des héros.

## Œuvres
- Roger Penverne est l'auteur d'un Journal de guerre intégré dans le livre Pilotes du Normandie-Niemen, d'après le journal de Roger Penverne dans l'Armée rouge écrit par Maryvonne et René Gaudart, nièce et neveu du pilote[1]. La critique souligne unanimement l'intérêt de la publication du journal du pilote[17],[18],[19],[20].

- Dessins d'art (disparus pour la plupart)[1].

## Itinéraire et missions à plus haut risque sur le front de l'Est
L'itinéraire de Roger Penverne est celui de son régiment Normandie-Niemen. Seules ses missions de guerre qui se sont révélées à plus haut risque sont ici présentées. Elles sont définies comme telles dans son journal et confirmées dans l'édition 1946 du journal de marche de son régiment.

### Année 1944
- Arrivé le 7 janvier 1944 sur le terrain de Toula (à 250 kilomètres au sud de Moscou)

- Arrivé le 25 mai 1944 sur le terrain de Doubrovka (près de Smolensk)

30 mai : à 14h30, mission de chasse libre à 4 (sous tir nourri de DCA) ; et 4 autres missions de chasse libre dans la journée. 23 juin 1944 : dans la 3e escadrille, mission de protection d'avions d'assaut Sturmovic et de bombardiers Petlyakov Pe-2, avec pour objectif une gare entre Orcha et Vitebsk ; objectif atteint sous une violente DCA. 26 juin : combat aérien pour la 3é (Penverne) et la 4e escadrille avec 10 Focke-Wulf Fw-190. 27 juin : en formation, mission de protection de bombardiers Petlyakov Pe-2, avec pour objectif les formations allemandes passant la Bérézina. 29 juin : mission de protection de 2 Yak pour une mission de reconnaissance vers Borissov, et sous tir de DCA au retour.
- Arrivé le 15 juillet 1944 sur le terrain de Mikountani (près de Vilnius)

28 juillet 1944 : en formation à 8 de la 3e,  mission de tenue de secteur sur le Niemen pour protéger le passage de troupes soviétiques.
- Arrivé le 29 juillet 1944 sur le terrain d'Alitous, sur le fleuve Niemen (en Lituanie, sud)

30 juillet : en formation à 8 de la 3e, mission de tenue de secteur sur Soulvaki en Prusse-Orientale et combat avec des Focke-Wulf Fw-190 escortant des Junkers Ju-87, avec victoire probable sur un Junker Ju-87 partagée avec André sous une violente riposte de la DCA. 30 août : mission de chasse libre sur Soulvaki avec le Commandant Pouyade (à 150 km à l'est de Königsberg), avec attaque réussie d'une colonne motorisée au sol. 1er septembre : avec la 3e, mission de tenue de secteur (25 kilomètres de front à protéger) sous une forte DCA .
- Arrivé le 18 septembre 1944 sur le terrain d'Antonovo (près de Kaunas, Lituanie)

22 septembre : mission de reconnaissance avec André sur le secteur de Tilsitt et attaque de 2 trains réussie. 28 septembre : mission de chasse libre avec André, avec attaque de train sous forte riposte de sa DCA, et retour après 45' de vol car le Yak d'André sérieusement touché est vulnérable et à protéger.
- Arrivé le 6 octobre 1944 sur le terrain de Sredniki (près de Kaunas, Lituanie)

6 octobre 1944 : à 15h, en formation, mission de protection de Boston et de bombardiers Petlyakov Pe-2 pour bombarder le front ; un pont détruit sous forte riposte de la DCA. 9 octobre : chasse libre en formation dans la région de Tilsitt et combat à 1 contre 2 avec des Focke Wulf Fw-190 et des Messerschmitt Bf-109, mais sans résultat
- Arrivé le 10 octobre 1944 sur le terrain de Antonovo (Lituanie)

13 octobre : mission de couverture du front avec André ; tous deux dégagent un Boston en mauvaise posture avec un Fock Wulf Fw-190, puis abattent un bombardier rapide Junker Ju-88 (victoire partagée). 16 octobre : mission de chasse libre à 4 dans la région de Chtaloupienen, et combat avec des Focke-Wulf Fw-190. 20 octobre : mission de chasse libre en formation dans le sud-est de Gumbinenn, et combat avec des Focke Wulf Fw-190 ; victoire sur un Focke Wulf Fw-190/
- Arrivé le 22 octobre 1944 sur le terrain de Didvije-sterki (à la frontière de la province de Prusse-Orientale)

22 octobre 1944 : mission de chasse libre à 4 dans la région de Gumbinenn, et combat à 4 contre 30 Focke Wulf Fw-190 et Messerschmitt Bf-109 : "bagarre de chiffonniers" mais sans résultat. 23 octobre : mission de chasse libre à 4, avec combat à 4 contre 15 Focke-Wulf Fw-190 et victoire sur un Focke Wulf Fw-190 partagée avec André. 26 octobre : mission de chasse libre à 6 et combat aérien avec des Focke-Wulf Fw-190, mais sans résultat. 27 octobre : mission de chasse libre en chef de patrouille à 4, et combat aérien avec 4 Focke-Wulf Fw-190 ; 1 Focke Wulf Fw-190 est abattu par la patrouille.
- Arrivé le 27 novembre 1944  sur le terrain de Gross-Kalweitchen (Est de la Prusse-Orientale)

### Année 1945
- Arrivé le 14 janvier sur le terrain de Dopenen (Prusse-Orientale)

14 janvier : mission de chasse libre de la 3e escadrille loin en territoire ennemi, et victoire probable en collaboration d'escadrille. 16 janvier : mission de chasse libre à 4, avec combat à 4 contre 60 Focke-Wulf Fw-190 bombardiers ; victoire sur un Focke-Wulf Fw-190. 18 janvier : mission de chasse libre à 5 dans le secteur d'Insterburg, avec combat à 5 contre 40 Focke Wulf Fw-190 dont une moitié de bombardiers ; combat interrompu sur ordre du Commandant.
- Arrivé le 26 janvier sur le terrain de Gross-Skajsgiren (Prusse-Orientale), et le 27 janvier sur le terrain de Labiau (Prusse-Orientale)

- Arrivé le 5 février sur le terrain de Powunden (Prusse-Orientale)

5 février : mission de chasse libre avec André, avec combat à 2 contre 12 Focke-Wulf Fw-190 particulièrement hargneux ; Roger Penverne est abattu dans le secteur de Pillau (port de Königsberg, Prusse-orientale)